# وایزنباخ
وایزنباخ (به آلمانی: Weisenbach) یک شهر در آلمان است که در بادن-وورتمبرگ واقع شده‌است. وایزنباخ ۲٬۶۳۵ نفر جمعیت دارد.

## خواهرخوانده
شهرهای San Costanzo و کریبشتاین خواهرخوانده‌های وایزنباخ هستند.